# American Horror Stories
American Horror Stories es una serie de televisión estadounidense de antología y horror, creada por Ryan Murphy y Brad Falchuk que se estrenó en FX on Hulu el 15 de julio de 2021. La producción es una serie derivada de American Horror Story. 
En agosto de 2021, FX renovó la serie para una segunda temporada, que se estrenó el 21 de julio de 2022. En junio de 2023, fue renovada para una tercera temporada, la cual fue estrenada el 26 de octubre en un especial de Halloween en Hulu. La cuarta temporada fue anunciada en septiembre de 2024. Constó de cinco episodios que se emitieron en un especial de Halloween el 15 de octubre de 2024.

## Elenco
| Ruber (Wo)Man Part One y Part Two - Matt Bomer como Michael Winslow - Gavin Creel como Troy Winslow - Sierra McCormick como Scarlett Winslow - Kaia Gerber como Ruby McDaniel - Paris Jackson como Maya - Belissa Escobedo como Shanti - Merrin Dungey como la Dra. Andi Grant - Aaron Tveit como Adam - Ashley Martin Carter como Rowena - Valerie Loo como Nicole - Selena Sloan como Erin - Celia Finklestein como Gladys Drive In - Rhenzy Feliz como Chad - Madison Bailey como Kelley - Naomi Grossman como Rabid Ruth - John Carroll Lynch como Larry Bitterman - Kyle Red Silverstein como Quinn - Amy Grabow como Tipper Gore - Adrienne Barbeau como Verna - Miss Benny como Dee - Leonardo Cecchi como Milo The Naughty List - Kevin McHale como Barry - Nico Greetham como Zinn - Dyllon Burnside como James - Charles Melton como Wyatt - Tina Tamashiro como Haruka - Taneka Johnson como Detective Gibbs - Danny Trejo como Santa - Stephen W. Schriver como Empresario - Rowland Akinduro como D.J. | Ba'al - Billie Lourd como Liv Whitley - Ronen Rubinstein como Matt Webb - Virginia Gardnercomo Bernadette - Vanessa Williams como Dr. Eleanor Berger - Michael B. Silver como Dr. Mounds - Kimberley Drummond como Emma - Chad James Buchanan como Rory - Jake Choi como Stan - Misha Gonz-Cirkl como Norma - Dane DiLiegro como Ba'al Feral - Cody Fern como Stan Vogel - Aaron Tveit como Jay Gantz - Tiffany Dupont como Addy Gantz - Blake Shields como Bob Birch - Colin Tandberg como Jacob Gantz Game Over - Dylan McDermott como Ben Harmon - Sierra McCormick como Scarlett Winslow - Jamie Brewer como Adelaide "Addie" Langdon - Kaia Gerber como Ruby McDaniel - Noah Cyrus como Connie - Paris Jackson como Maya - Adam Hagenbuch como Dylan - Mercedes Mason como Michelle - Nicolas Betchel como Rory - Tom Lenk como Tim The Agent - Selena Sloan como Erin - Ashley Martin Carter como Rowena - Bonnie Morgan como Kayako - Valerie Loo como Nicole - Merinn Dungey como Dr. Andi Grant |

## Episodios
| Temporada | Temporada | Episodios | Episodios             | Emisión original      | Emisión original        |
| Temporada | Temporada | Episodios | Episodios             | Primera emisión       | Última emisión          |
| --------- | --------- | --------- | --------------------- | --------------------- | ----------------------- |
|           | 1         | 7         | 7                     | 15 de julio de 2021   | 19 de agosto de 2021    |
|           | 2         | 8         | 8                     | 21 de julio de 2022   | 8 de septiembre de 2022 |
|           | 3         | 9         | 4                     | 26 de octubre de 2023 | 26 de octubre de 2023   |
| 5         | 3         | 9         | 15 de octubre de 2024 | 15 de octubre de 2024 |                         |

### Temporada 1 (2021)
| N.º en serie | N.º en temp. | Título                   | Dirigido por    | Escrito por                | Fecha de lanzamiento original |
| --- | ------------ | ------------------------ | --------------- | -------------------------- | ----------------------------- |
| 1 | 1            | «Rubber(wo)Man Part One» | Loni Peristere  | Ryan Murphy y Brad Falchuk | 15 de julio de 2021           |
| Reparto: Matt Bomer, Gavin Creel, Sierra McCormick, Paris Jackson, Belissa Escobedo, Merrin Dungey, Selena Sloan, Ashley Martin Carter, Valerie Loo                                                                                          |              |                          |                 |                            |                               |
| 2 | 2            | «Rubber(wo)Man Part Two» | Loni Peristere  | Brad Falchuk               | 15 de julio de 2021           |
| Reparto: Matt Bomer, Gavin Creel, Sierra McCormick, Kaia Gerber, Paris Jackson, Belissa Escobedo, Merrin Dungey, Aaron Tveit, Selena Sloan, Ashley Martin Carter, Valerie Loo, Celia Finkelstein                                             |              |                          |                 |                            |                               |
| 3 | 3            | «Drive In»               | Eduardo Sánchez | Manny Coto                 | 22 de julio de 2021           |
| Reparto: Rhenzy Feliz, Madison Bailey, Ben J. Pierce, Naomi Grossman, Leonardo Cecchi, Kyle Red Silverstein, Amy Grabow, Adrienne Barbeau, John Carroll Lynch                                                                                |              |                          |                 |                            |                               |
| 4 | 4            | «The Naughty List»       | Max Winkler     | Manny Coto                 | 29 de julio de 2021           |
| Reparto: Kevin McHale, Nico Greetham, Dyllón Burnside, Charles Melton, Taneka Johnson, Danny Trejo |              |                          |                 |                            |                               |
| 5 | 5            | «BA'AL»                  | Sanaa Hamri     | Ali Adler y Manny Coto     | 5 de agosto de 2021           |
| Reparto: Billie Lourd, Ronen Rubinstein, Virginia Gardner, Dane DiLiegro, Vanessa Estelle Williams, Michael B. Silver, Kimberley Drummond, Chad James Buchanan, Jake Choi, Misha Gonz-Cirkl                                                  |              |                          |                 |                            |                               |
| 6 | 6            | «Feral»                  | Manny Coto      | Manny Coto                 | 12 de agosto de 2021          |
| Reparto: Cody Fern, Aaron Tveit, Tiffany Dupont, Blake Shields, Colin Tandberg |              |                          |                 |                            |                               |
| 7 | 7            | «Game Over»              | Liz Friedlander | Ryan Murphy y Brad Falchuk | 19 de agosto de 2021          |
| Reparto: Dylan McDermott, Sierra McCormick, Kaia Gerber, Paris Jackson, Merrin Dungey, Mercedes Mason, Noah Cyrus, Adam Hagenbuch, Jamie Brewer, John Brotherton, Nicolas Bechtel, Tom Lenk, Selena Sloan, Ashley Martin Carter, Valerie Loo |              |                          |                 |                            |                               |

### Temporada 2 (2022)
| N.º en serie | N.º en temp. | Título        | Dirigido por           | Escrito por      | Fecha de lanzamiento original |
| --- | ------------ | ------------- | ---------------------- | ---------------- | ----------------------------- |
| 8 | 1            | «Dollhouse»   | Loni Peristere         | Manny Coto       | 21 de julio de 2022           |
| Reparto: Kenia Arias, Abby Corrigan, Kristine Froseth, Matt Lasky, Tina Tamashiro, Maryssa Menendez, Emily Morales-Cabrera, Denis O'Hare, Simone Recasner y Houston Towe. |              |               |                        |                  |                               |
| 9 | 2            | «Aura»        | Max Winkler            | Manny Coto       | 28 de julio de 2022           |
| Reparto: Gabourey Sidibe, Max Greenfield, Joel Swetow, Lily Rohren, Vince Yap y Nancy Linehan Charles                                                                     |              |               |                        |                  |                               |
| 10 | 3            | «Drive»       | Yangzom Brauen         | Manny Coto       | 4 de agosto de 2022           |
| Reparto: Bella Thorne, Nico Greetham, Anthony De La Torre, Billie Bodega y Austin Woods                                                                                   |              |               |                        |                  |                               |
| 11 | 4            | «Milkmaids»   | Alonso Alvarez-Barreda | Our Lady J       | 11 de agosto de 2022          |
| Reparto: Cody Fern, Julia Schlaepfer, Seth Gabel, Addison Timlin y Ian Sharkey                                                                                            |              |               |                        |                  |                               |
| 12 | 5            | «Bloody Mary» | S.J. Main Muñoz        | Angela L. Harvey | 18 de agosto de 2022          |
| Reparto: Dominique Jackson, Quvenzhané Wallis, Raven Scott, Kyla Drew, Kyanna Simone, Shane Callahan, Ryan D. Madison y Tiffany Yvonne Cox                                |              |               |                        |                  |                               |
| 13 | 6            | «Facelift»    | Marcus Stokes          | Manny Coto       | 25 de agosto de 2022          |
| Reparto: Judith Light, Rebecca Dayan, Britt Lower, Todd Waring, Cornelia Guest                                                                                            |              |               |                        |                  |                               |
| 14 | 7            | «Necro»       | Logan Kibens           | Crystal Liu      | 1 de septiembre de 2022       |
| Reparto: Madison Iseman, Cameron Cowperthwaite, Spencer Neville, Jeff Doucette, Sara Silva, Jessika Van, Chelsea M. Davis                                                 |              |               |                        |                  |                               |
| 15 | 8            | «Lake»        | Tessa Blake            | Manny Coto       | 8 de septiembre de 2022       |
| Reparto: Alicia Silverstone, Olivia Rouyre, Teddy Sears, Bobby Hogan, Heather Wynters, Jarrod Crawford                                                                    |              |               |                        |                  |                               |

### Temporada 3 (2023-24)
| 16 | 1 | «Bestie»                  | Max Winkler           | Joseph Cole Baken                          | 26 de octubre de 2023 |
| Reparto: Jessica Barden, Emma Halleen, Seth Gabel, Jeff Hiller, Amrou Al-Kadhi, Allius Barnes y Grace Aiello Antczak                                             |   |                           |                       |                                            |                       |
| 17 | 2 | «Daphne»                  | Elegance Bratton      | Brad Falchuk y Manny Coto                  | 26 de octubre de 2023 |
| Reparto: Gwyneth Paltrow, Reid Scott, Annie Hamilton, Christopher Fitzgerald y Maury Ginsberg                                                                    |   |                           |                       |                                            |                       |
| 18 | 3 | «Tapeworm»                | Alexis Martin Woodall | Joseph Cole Baken                          | 26 de octubre de 2023 |
| Reparto: Lisa Rinna, Laura Kariuki, Rob Yang y Hazel Graye |   |                           |                       |                                            |                       |
| 19 | 4 | «Orgam»                   | Petra Collins         | Manny Coto                                 | 26 de octubre de 2023 |
| Reparto: Raúl Castillo, Emily Browning, Havana Rose Liu, Cameron Cowperthwaite, Susan Pourfar, Jeff Adler, Drew Moore, Patrick Breen, Maria Tucci y Laila Robins |   |                           |                       |                                            |                       |
| Parte 2 |   |                           |                       |                                            |                       |
| 20 | 5 | «Backrooms»               | David Gelb            | Joseph Cole Baken                          | 15 de octubre de 2024 |
| 21 | 6 | «Clone»                   | Max Winkler           | Ned Martel & Charlie Carver                | 15 de octubre de 2024 |
| 22 | 7 | «X»                       | Matt Spicer           | Brad Falchuk & Manny Coto & Austin Elliott | 15 de octubre de 2024 |
| 23 | 8 | «Leprechaun»              | Alexis Martin Woodall | Joe Baken                                  | 15 de octubre de 2024 |
| 24 | 9 | «The Thing Under the Bed» | Courtney Hoffman      | Manny Coto                                 | 15 de octubre de 2024 |

## Producción

### Desarrollo

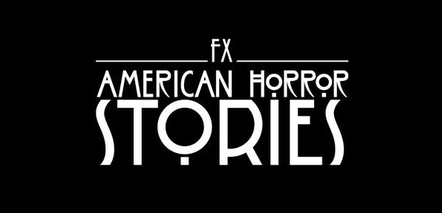
Logotipo de la serie.

En mayo de 2020, Ryan Murphy anuncia a través de su cuenta de Instagram el desarrollo de una serie derivada de la serie American Horror Story durante una conferencia online con algunos de los icónicos actores de la serie principal. Días después, FX, ordenó la producción de la serie.
En junio de 2020, se anunció que la serie se estrenaría en Hulu en lugar de FX, como parte de «FX on Hulu». En julio, se anunció que Sarah Paulson además de producir la serie, también dirigirá varios episodios.
En noviembre de 2020, Murphy publicó en su cuenta de Instagram la primera imagen promocional de la serie. Además anunció que la serie contará con 16 episodios, donde cada uno de los cuales duraría una hora y contaría una historia individual diferente.
En mayo de 2021, se anunció que la serie se estrenaría en julio de 2021, y en junio de 2021, se anunció que la serie se estrenará el 15 de julio de 2021, con la primera temporada compuesta por 7 episodios.

### Casting
En noviembre de 2020, Ryan Murphy anunció que la serie contará con elenco que ha aparecido en la serie principal, anunciando que Dylan McDermott y Cody Fern se unieron al elenco de la serie. Matt Bomer, Gavin Creel, Sierra McCormick, Kaia Gerber, Paris Jackson y Aaron Tveit protagonizarán los dos primeros episodios.
Entre junio y julio de 2021, se anunció que parte del elenco que ha participado en American Horror Story que aparecerán en la serie incluye a Naomi Grossman, John Carroll Lynch, Tina Tamashiro, Charles Melton y Billie Lourd, y a ellos se les unen Danny Trejo, Kevin McHale, Dyllón Burnside, Madison Bailey, Rhenzy Feliz, Amy Grabow y Nico Greetham entre otros.

## Lanzamiento

### Marketing
En marzo de 2021, se lanzó el primer vistazo de la serie. En junio de 2021, se lanzó un vídeo promocional de la serie, y se lanzó un segundo vistazo de la serie. En julio de 2021, se lanzó el tráiler oficial de la serie.

### Distribución
American Horror Stories estrenó el 15 de julio de 2021 en el servicio de streaming Hulu, como parte de FX on Hulu. Internacionalmente, la serie estará disponible en Disney+ Star como un Star Original estrenándose en Canadá el 25 de agosto de 2021, en España el 8 de septiembre de 2021 y en Latinoamérica se estrenó el 20 de octubre de 2021 a través de Star+.

## Recepción
| Temporada | Temporada | Rotten Tomatoes   | Metacritic      |
| --------- | --------- | ----------------- | --------------- |
|           | 1         | 52% (39 críticas) | 54 (5 críticas) |
|           | 2         | 80% (27 críticas) | TBD             |
|           | 3         | TBD               | TBD             |

En Rotten Tomatoes la primera temporada de la serie tiene una aprobación del 52% y un puntuaje de 4.6/10 basados en 8 reseñas. En Metacritic tiene una puntuación de 54 sobre 100, basado en 6 reseñas.

#### Temporada 1
Inkoo Kang de The Washington Post declaró: “Murphy y Falchuk han creado una versión sobrealimentada de su propio programa con el spin-off ‘American Horror Stories’, que se estrenó la semana pasada en FX en Hulu. La serie, que presentará nuevas historias con cada episodio (en lugar de cada temporada), ha tenido un comienzo prometedor con ‘Rubber(wo)Man’, su estreno en dos partes. Ambientados en la ‘Murder House’ donde tuvo lugar la primera iteración de ‘American Horror Story’, los episodios definitivamente de menor presupuesto pero divertidos a la par canalizan los elementos más jugosos de esa temporada, una parodia mordaz del narcisismo de Los Ángeles con una relación de amor-odio con el viejo Hollywood y un romance adolescente deliberadamente nauseabundo alimentando las travesuras sangrientas.”
Phil Owen de TheWrap afirmó: “Hay un patrón que hemos visto desarrollarse con ‘American Horror Story’ durante cada una de las últimas temporadas: un comienzo convincente, seguido de un declive constante hacia la incoherencia. El proceso se ha acelerado, ‘AHS: 1984’, la temporada más reciente, se descarriló a mitad de camino. Esta es la espada de doble filo de la marca Ryan Murphy. Los programas bajo su paraguas son ruidosos, bulliciosos, audaces, hilarantes, intensos, y generalmente no son como otros programas. Si bien esa singularidad y esa firma errática en tono es la razón por la que vemos estas cosas, también hace que sea más fácil que las cosas se salgan de control porque es realmente difícil equilibrar todos esos estados de ánimo. ‘American Horror Stories’, que solo se transmite a través de FX en Hulu, proporciona lo que parece ser la solución perfecta a ese problema, al mantener sus historias en porciones pequeñas. Sí, las dos historias que hemos obtenido hasta ahora han seguido el patrón de ‘AHS’, el inicio inicial convincente que lleva a una conclusión fuera de control, pero no agotan su bienvenida.”
Erin Maxwell de LA Weekly dijo: “‘American Horror Stories’ trata sobre el caos y los monstruos y la sangre de los inocentes. Se trata de todo y cualquier cosa que Ryan Murphy pueda hacer con el color rojo, de hecho. En el mundo de Murphy, los penes mutilados y los asesinos en serie adornados con látex son moneda corriente, incluso si las historias coherentes no lo son. Si eres fanático de la serie y del universo desquiciado que habita, ¡buenas noticias! Todos esos elementos permanecen intactos, sin las narrativas errantes que parecían extenderse hasta la eternidad y nos hicieron abandonar temporadas pasadas. ‘American Horror Stories’ es un viaje espeluznante y asqueroso que dejará a los espectadores con una sensación inquietante de terror, una adición perfecta al universo AHS.”
Joel Keller de Decider escribió: “‘American Horror Stories’ toma las indulgencias de Murphy y Falchuk y las comprime para que sean más fáciles de tolerar. Sí, todavía están allí, pero las limitaciones de tiempo les ayudan a concentrarse en la historia, el personaje y el gore, que es por lo que a la gente le gusta tanto la franquicia AHS.” Cheryl Eddy de Gizmodo llamó a ‘American Horror Stories’ un “deleite oscuro y retorcido”, diciendo: “Algunas de estas entradas son más efectivas que otras; ‘Drive In’ debe tanto al episodio ‘Cigarette Burns’ de Masters of Horror de John Carpenter que no puede ser una coincidencia que Adrienne Barbeau, actriz principal frecuente de Carpenter, tenga un papel en él. Pero todos son enérgicos y entretenidos, contando historias separadas que sin embargo coheren con el enfoque descarado hacia el sexo y el gore de ‘American Horror Story’. Y vale la pena señalar que esto no es ‘The Twilight Zone’ o incluso el excelente ‘Creepshow’ (hablando de Barbeau), que tienden a construir sus historias alrededor de personajes que necesitan aprender una lección o recibir algún tipo de castigo. ‘The Naughty List’ adopta un enfoque particularmente despiadado para castigar a las odiosas estrellas de las redes sociales que pueblan su historia, y ‘American Horror Stories’ adora soltar sorpresas en los momentos finales de sus episodios. Pero este programa no está pilotado por una brújula moral estándar; al igual que ‘American Horror Story’, ‘American Horror Stories’ está mayormente decidido a sorprenderte. Alegremente. Y la mayoría de las veces, lo logra.”